# Liste der Bodendenkmale in Klietz
In der Liste der Bodendenkmale in Klietz sind alle Bodendenkmale der Gemeinde Klietz und ihrer Ortsteile aufgelistet. Grundlage ist die Veröffentlichung der Landesdenkmalliste mit Stand vom 25. Februar 2016. Die Baudenkmale sind in der Liste der Kulturdenkmale in Klietz aufgeführt.
| Denkmal-ID | Fundart            | Ortsteil | Bezeichnung                          | Zeitstellung | Lage                                                                                              | Bemerkungen | Bild |
| ---------- | ------------------ | -------- | ------------------------------------ | ------------ | ------------------------------------------------------------------------------------------------- | --- | ---- |
| 428310041  | Befestigung > Burg | Klietz   | abgetragene Burganlage               | Mittelalter  | Halbinsel am „Kleinen See“, westl. (Lage)                                                         | Ausgrabungen 1979–1983 durch Universität Leipzig. Burghügel noch gut erkennbar, Form etwa oval. |      |
| 428310306  | Befestigung > Burg | Klietz   | Befestigung (Burganlage?) – kein OBD | Mittelalter  | auf dem niedrigen westl. Ufer des Klietzer Sees gegenüber der „Wallweide“ („Schloss-Camp“) (Lage) | Auf einer Karte von 1841 eine Seite vom See u. drei Seiten von einem Wassergraben umgeben. Auf der Landseite befand sich ein parallel zum Wassergraben verlaufender Weg. Dieser könnte eine Vorburg andeuten. Nur noch flache Bodenwelle im Gelände |      |